# Antigua och Barbuda vid världsmästerskapen i simsport 2022
Antigua och Barbuda tävlade vid världsmästerskapen i simsport 2022 i Budapest i Ungern mellan den 17 juni och 3 juli 2022. Antigua och Barbuda hade en trupp på fyra idrottare.

## Simning
| Idrottare          | Gren                       | Heat    | Heat      | Semifinal        | Semifinal        | Final            | Final            |
| Idrottare          | Gren                       | Tid     | Placering | Tid              | Placering        | Tid              | Placering        |
| ------------------ | -------------------------- | ------- | --------- | ---------------- | ---------------- | ---------------- | ---------------- |
| Olivia Fuller      | Damernas 50 meter frisim   | 27,81   | 49        | Gick inte vidare | Gick inte vidare | Gick inte vidare | Gick inte vidare |
| Olivia Fuller      | Damernas 100 meter frisim  | 1.00,42 | 39        | Gick inte vidare | Gick inte vidare | Gick inte vidare | Gick inte vidare |
| Noah Mascoll-Gomes | Herrarnas 200 meter frisim | 1.53,30 | 48        | Gick inte vidare | Gick inte vidare | Gick inte vidare | Gick inte vidare |
| Noah Mascoll-Gomes | Herrarnas 400 meter frisim | 4.02,93 | 37        | i.u.             | i.u.             | Gick inte vidare | Gick inte vidare |
| Stefano Mitchell   | Herrarnas 50 meter frisim  | 23,52   | 57        | Gick inte vidare | Gick inte vidare | Gick inte vidare | Gick inte vidare |
| Stefano Mitchell   | Herrarnas 100 meter frisim | 52,02   | 64        | Gick inte vidare | Gick inte vidare | Gick inte vidare | Gick inte vidare |
| Bianca Mitchell    | Damernas 200 meter frisim  | 2.13,84 | 34        | Gick inte vidare | Gick inte vidare | Gick inte vidare | Gick inte vidare |
| Bianca Mitchell    | Damernas 400 meter frisim  | 4.45,89 | 31        | i.u.             | i.u.             | Gick inte vidare | Gick inte vidare |